# Ypthima diplommata
Ypthima diplommata är en fjärilsart som beskrevs av Frans G.Overlaet 1954. Ypthima diplommata ingår i släktet Ypthima och familjen praktfjärilar. Inga underarter finns listade i Catalogue of Life.